# Infanzón
Un infanzón, en la Edad Media española, era un miembro de la baja nobleza que combatía a caballo, normalmente por haber sido un segundón en una familia de la alta nobleza. Poseían derechos fiscales y judiciales específicos, y podían participar en las Cortes. La condición se heredaba por línea masculina y podía acreditarse en pleitos de infanzonía.
El término infanzón tiene su origen en el ámbito cultural del reino de León pasando hacia el reino de Pamplona, luego reino de Navarra, y el reino de Aragón.
Junto a los infanzones, los milites o caballeros, dedicados al oficio de las armas a caballo, también se encuadraban en la baja nobleza. Para que un infanzón ascendiese al estatus de caballero debía otorgársele previamente esa condición.
Los infanzones, a su vez, estaban ligados por lazos de vasallaje a los reyes o a otros miembros de la alta nobleza, pero por ser nobles, tenían privilegios como el de inmunidad de persona y sus bienes. Por los servicios de las armas, para defender el territorio del noble de quien dependían y efectuar labores avanzadas de vigilancia reciben tierras, prestimonios o soldadas que en los Reinos de Aragón y Navarra se denominan "honores".
La denominación aparece ya en el siglo X en el Fuero de Castrojeriz y para Claudio Sánchez Albornoz los infanzones eran lejanos descendientes de los primates pallatii visigodos, no necesariamente por línea de linaje:

(...) Es el primer documento en que se iguala a los caballeros villanos con los infanzones, el primer indicio de su existencia, aunque la institución puede considerarse anterior. Los condes necesitaban apoyarse para defender la tierra frente al moro, para consolidar su nueva situación ante el rey y para compensar la hostilidad de los ricoshombres de linaje...
Historia de España,  Ramón Menéndez Pidal 

El padre de Rodrigo Díaz de Vivar era un infanzón y en el Fuero de Sepúlveda confirmado en 1076 y ratificado por el rey Fernando IV de Castilla en 1305, aparece entre sus normas:
"Todo infanzón que deshonre a un hombre de Sepúlveda, menos el rey o el señor, el mismo repare el daño y si no, sea declarado enemigo."
En el Fuero General de Navarra de 1238 los nobles consiguen plasmar algunas ventajas, entre ellas, el sistema hereditario y garantías jurídicas:
"Los infanzones sólo pueden ser juzgados en la corte del rey, en presencia del alcalde de la corte y de tres a siete ricoshombres que sean de la misma tierra que el acusado..."
En el reino de León y en el de Castilla hubo una paulatina asimilación a los caballeros villanos y los infanzones, en la Edad Moderna, se terminarían incluso fusionando con los hidalgos aunque en sus heredamientos solo tenían potestad y señorío limitados, aunque sí tenían exención de impuestos. No obstante, la denominación de infanzón se mantuvo en el reino de Aragón, donde diferenciaban los de abolengo ("hermunios"), que provenían de antiguos linajes de aquellos que recibieron su condición por concesión regia mediante carta individual o colectiva. En Cataluña predominó la denominación de miles o cavaller y en el Reino de Navarra se llamaban infanzones de abarca a los campesinos libres sujetos a tributo, aunque también existieron los infanzones de Obanos, de baja nobleza de sangre que se denominaron así porque se reunían en una importante institución, las Juntas de Infanzones de Obanos en la población de Obanos.